# Caramelos de Cianuro
Caramelos de Cianuro é uma banda de rock venezuelana.

## História

### Inicio
Caramelos de Cianuro nasceu em numa comunidade em Caracas, em 1989, Asier Cazalis (voz e guitarra), Luis Barrios (baixo), Miguel Ángel "El Enano" González (guitarra) e Pablo Martínez (instrumento musical e batería).
Em 1992 o grupo grava suas primeiras canções, Nadando a Través De la Galaxia e Tu Mamá Te Va a Pegar. Um ano depois, o grupo firma um contrato com CNR e lança o LP chamado Las Paticas de la Abuela e que foi bem recebido pelo público. Em 1994 a banda lança seu primeiro álbum, Cuentos Para Adultos, com grande éxito nacional. Antes de comerça a gravação do segundo álbum, Luis Barrios deixa a banda.

### Harakiri City (1996)
Em 1996 com Asier Cazalis, Pablo Martínez e Miguelangel González lançaram seu segundo álbum, Harakiri City, uma fusão de Pop Rock, com a disquera Polygram, alcansando fama e éxito nacional, co canções como El Martillo, Cloroformo, Imaginar, Interpol e especialmente Canções Suave (Apesar nº2). No início de 1998, o grupo sofreu sua segunda alteração na composição, antes da partida do baterista original, Pablo Martínez, e a chegada de seu substituto, Alfonso Tosta. Seguidamente, O grupo sai em turnê com Aterciopelados.
Até o final da turnê Harakiri City, CDC começa a encontrar um baixista como vocalista, Asier Cazalis decidiu dedicar-se exclusivamente à voz e é aí que Luis Barrios vai voltar para a banda, mas como um baixista.

### Miss Mujerzuela (2000)
Em 2000, a CDC lançou seu terceiro álbum, Miss Slut, com grande sucesso na Venezuela, e canções memoráveis para o público como Assunto sexuais, Flaco El, Stars, The Flame e, especialmente, Veronica. Em 2001, Miss Slut tornou-se um disco de platina. O álbum é produzido com a etiqueta Latin World, garantindo uma mais internacional.

### Frisbee (2002)
Para 2002, o grupo lançou o álbum Frisbee, que continua o sucesso do Miss Slut com canções como As notas, no terraço, o Oceano, Surfer Girl, The Dust última e saúde. Para estes dois últimos vídeos musicais são gravadas, que são muito bem recebidos e se tornar o mais solicitado no canal de música MTV. A banda recebe positividade e críticas negativas, mas ainda conseguem internacionalização através deste álbum e seus contratos comerciais com multinacionais como Pepsi. Em 2004 eles lançaram seu primeiro álbum de compilação dos maiores hits, The Story, que incluem o melhor de seu repertório de seus quatro primeiros álbuns, além de uma música inédita chamada Sexual consciência.
Em abril de 2005, Luis Barrios confirmou sua saída da banda novamente, desta vez definitiva. É substituído por Pavel Tello, aparentemente em uma superfície lisa e suave. O primeiro show como o novo baixista Pavel Tello CDC foi realizada em 14 de maio de 2005 na cidade de Barquisimeto.

### 8 (2015)
Em 2016, foram indicados aos Grammy Latinos de Melhor Álbum de Rock e Melhor Canção de Rock pelo álbum 8 e pela canção "Abismo", respectivamente.

## Discografia
- Las paticas de la abuela (1992)
- Cuentos para adultos (1993)
- Harakiri City (1996)
- Miss Mujerzuela (2000)
- Frisbee (2003)
- Flor de Fuego (2007)
- Caramelos de cianuro (2010)
- 8 (2015)
- Control (2021)